# Margot

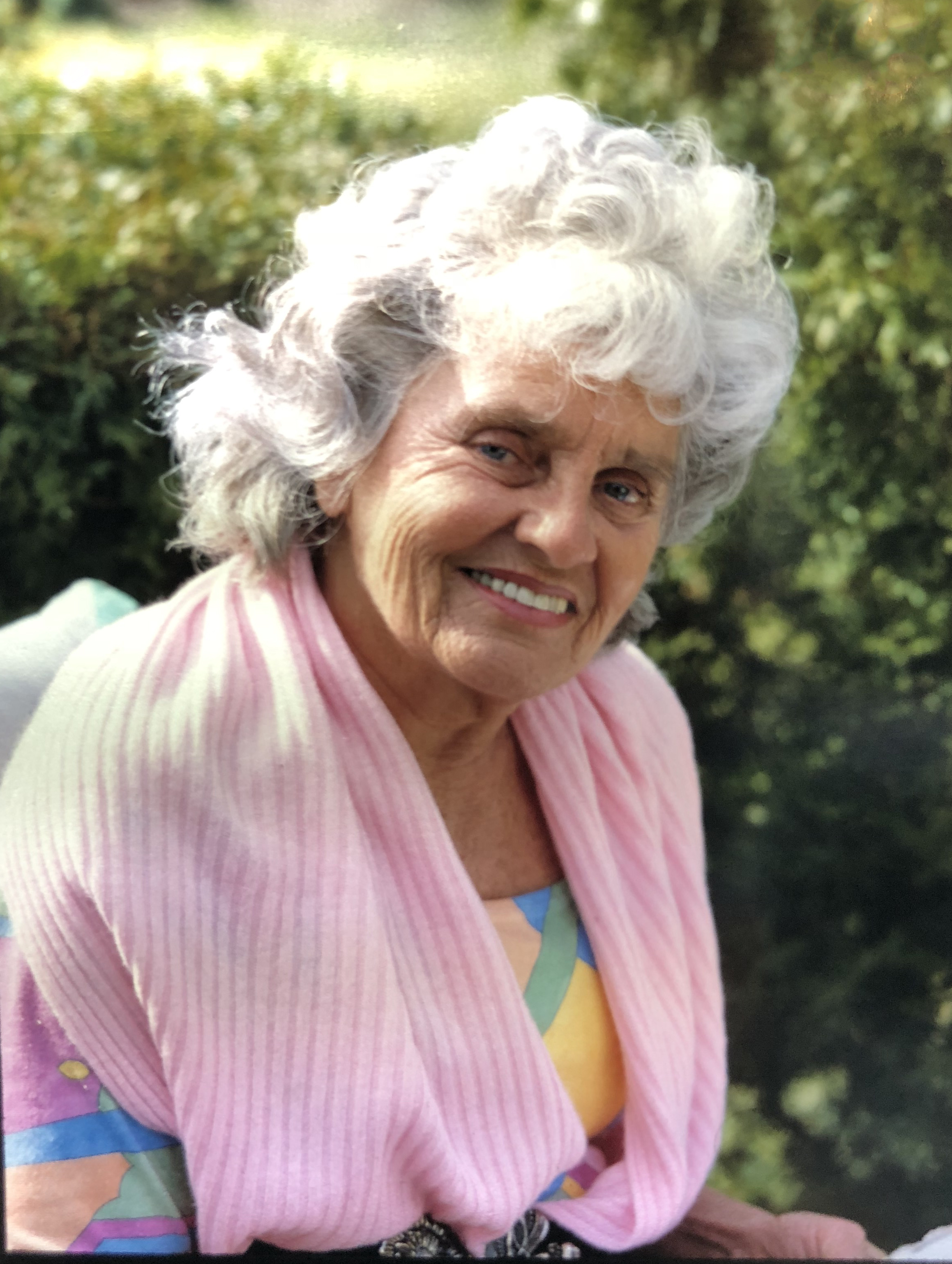
Margot Borgström cirka 1995.

Kvinnonamnet Margot kommer från det franska namnet Marguerite som härstammar från Margareta. I Frankrike användes namnet redan på medeltiden. Namnet började användas i Sverige i början av 1800-talet.
Margot är, liksom namnsdagsgrannen Margit ganska ovanligt nu för tiden, speciellt som tilltalsnamn. 31 december 2005 fanns det totalt 5289 personer i Sverige med namnet Margot varav 3043 med det som tilltalsnamn. År 2003 fick 6 flickor namnet, varav 1 fick det som tilltalsnamn.
Namnsdag: 15 juni, (1986-2000: 30 juli), delas med Margit.

## Personer med namnet Margot
- Margot Borgström, keramiker och sångtextförfattare
- Margot Fonteyn, brittisk ballerina
- Margot Frank, äldre syster till Anne Frank
- Margot Hielscher, tysk sångerska och skådespelerska
- Margot Honecker, tysk kommunistisk och socialistisk politiker
- Margot Kidder, kanadensisk-amerikansk skådespelare och aktivist
- Margot Lindén, skådespelare
- Margot Ryding, skådespelare
- Margot Rödin, operasångerska
- Margot Trooger, tysk skådespelare
- Margot Wallström, politiker (S)